# 黑部峽谷

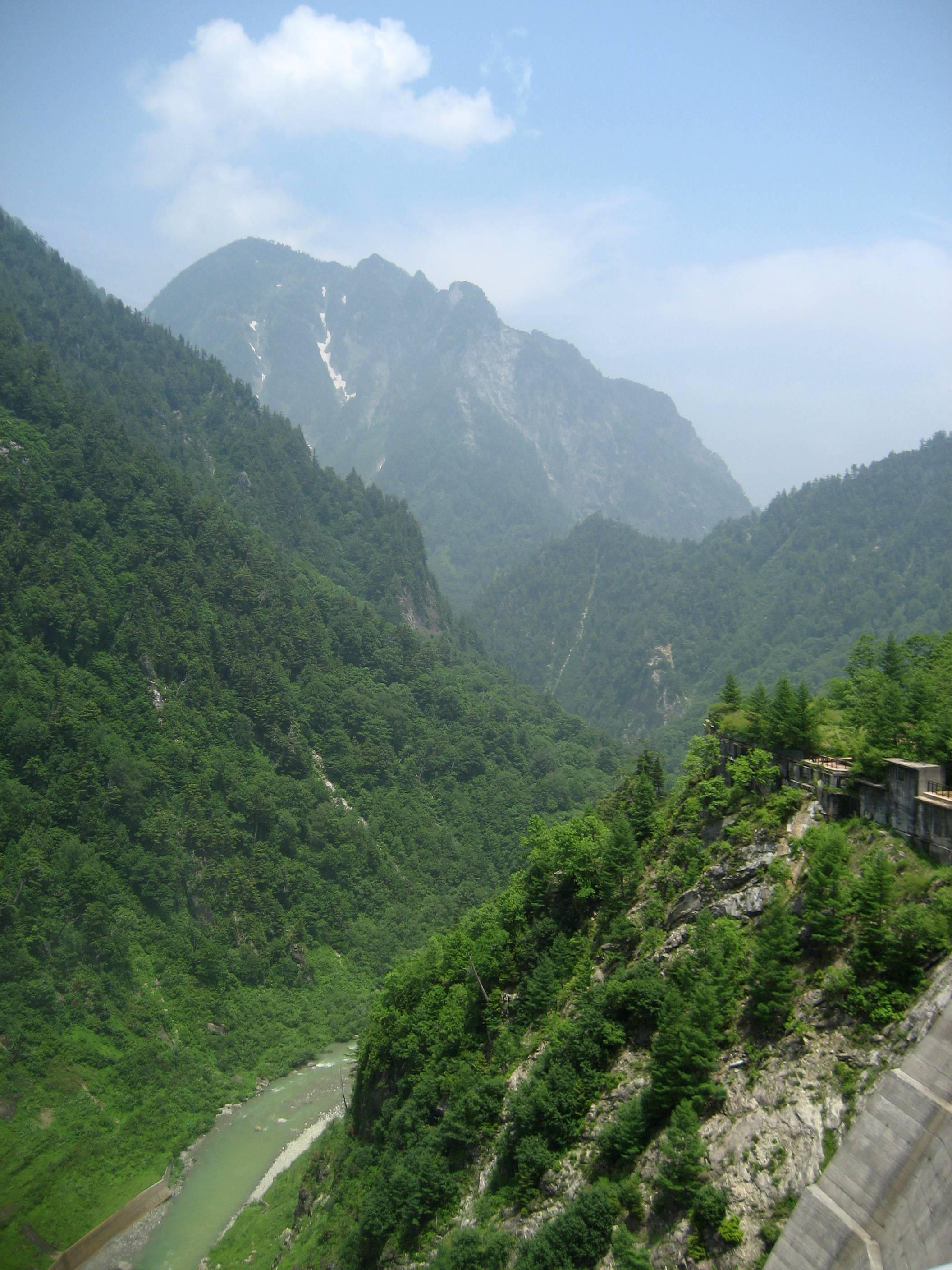
黑部峽谷
從黑部水庫眺望

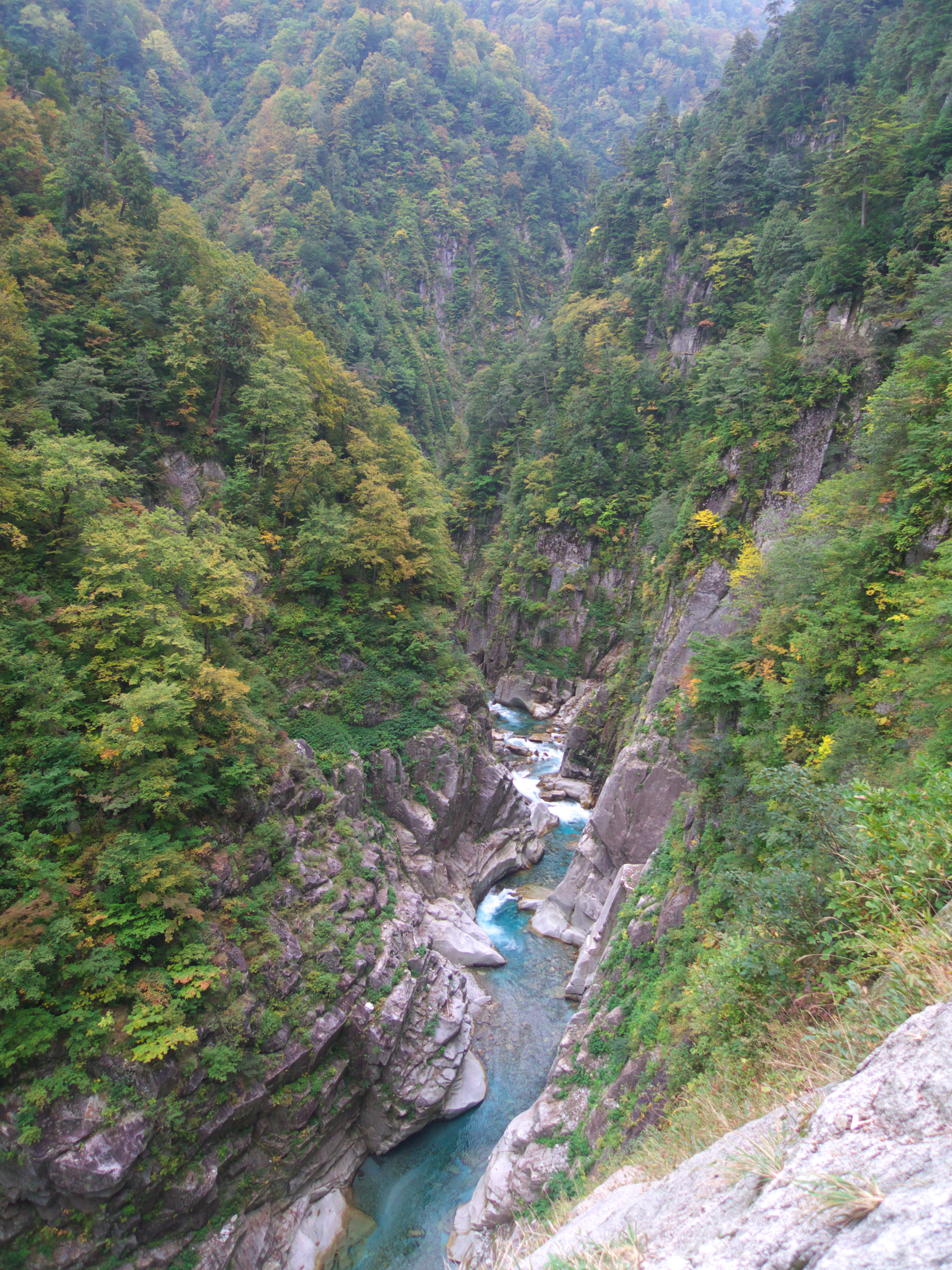
下廊下S字峽

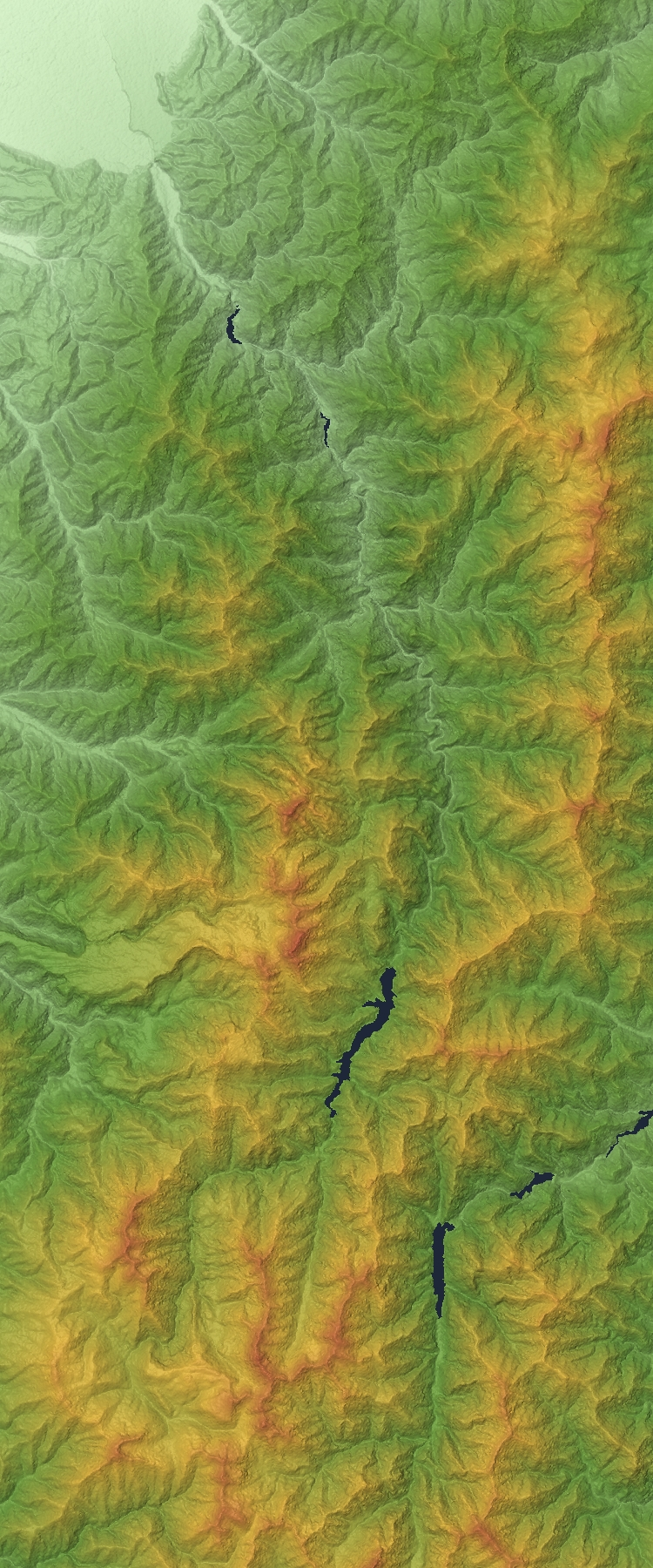
黑部峽谷地形圖

黑部峽谷（日语：／ kurobe kyōkoku）是日本富山縣黑部市黑部川中游～上游的峽谷（V字谷）。將飛驒山脈北部分斷成立山連峰和後立山連峰。已指定為國之特別天然記念物（天然保護區域）及特別名勝。位在中部山岳國立公園之內。和清津溪谷、大杉谷同為日本三大溪谷、日本秘境百選之一。

## 概要
現在以黑部湖為境分成下廊下（日语：／）、上廊下（日语：／）。此外，藥師澤小屋到源頭稱作奧廊下（日语：／）。黑部水庫完成之前，下廊下和上廊下之間有中廊下（日语：／），但是現在沉沒在黑部水庫的水庫湖－黑部湖之下。「廊下」意指「絕壁之間的深谷」。
黑部峽谷自古就是人跡罕至的秘境而廣為人知，江戶時代也因加賀藩的國境警備和森林管理而禁止進入，僅黑部奧山廻御用之役人在此巡邏。明治時代以後對外開放，在橫斷峽谷的收費道路（立山新道）開通、遠山品右衛門興建平之小屋（之後沒入黑部湖）等，出入人數漸增，黑部也成為眾多登山家的目標。其中，冠松次郎因致力探索峽谷而有「黑部之父」之稱。
從戰前開始，因鍊鋁需要大量的電力而進行水力發電開發（參照黑部川及各種水庫）。1920年，為了運送人員與資材，沿著黑部川岩壁開鑿水平步道。之後，日本國內最大的水庫・黑部水庫，當時的工程用通道對外開放，開發為橫斷峽谷的立山黑部阿爾卑斯路線的觀光路線。隨著交通的改善，黑部水壩一帶成為年遊客達1000萬人以上的著名觀光地。此外，還有宇奈月溫泉、黑薙溫泉、鐘釣溫泉等溫泉地，以及連接各溫泉地的黑部峽谷鐵道。
然而，這些景點只是整個峽谷的一小部分。大部分仍是杳無人煙的險峻絕壁世界。

## 下廊下
也稱「下之廊下」。相當於黑部峽谷的心臟地帶，花崗岩岩壁間的激流從下游起形成S字峽、十字峽、白龍峽等景點。S字峽呈S字形，兩側岩壁錯綜複雜、因水流左右衝撞，濺起水花而得名。十字峽被原始林覆蓋。切割左岸岩壁的劍澤、與右岸的棒小屋澤幾乎在同意地方匯入黑部川主流形成十字形。白龍峽有著綿延不斷的花崗岩壁。
櫸平至仙人谷的水平步道，加上其上游可通往黑部水壩的日電步道，是上級登山者使用的登山道，然而從峽谷殘雪消失的初夏開始整備，至11月開始積雪結凍為止，僅有1~2個月可通行。此外，由於行走於距離河面數十～百公尺的高谷斷崖，許多區間寬度又十分窄小，是難度非常高的路線，光2019年10月就有5人意外摔死。富山縣公布的「登山難易度指南」中，櫸平至黑部水壩路線的體力度為「9」（應住2 - 3晚以上），技術難易度為最高等級的「E」（嚴酷的岩脊攀爬，一連串有跌落危險的地點）。人潮最多的是紅葉季的10月。路途中的山小屋「阿曾原溫泉小屋」為了避免積雪壓壞建築，冬季會進行拆除並將資材收入隧道。
- 十字峽
- 白龍峽
- 下廊下登山道

## 上廊下
也稱「上之廊下」。從突出於黑部湖的奥黑部小屋往上游至立石奇岩的峽谷。沒有登山道，需以溯溪前進。

### 溯溪
下游流域水量大，支流與源頭因有雪溪殘留水溫極低。每隔幾年就會有人死亡。攀登不須太多技術，繩子主要是渡河使用。險處有「下之黑大岩壁」（下の黒ビンカ）、「上之黑大岩壁」（上の黒ビンカ）等。
從藥師澤小屋可分為兩條路線，一是藥師澤小屋經太郎平小屋直接下山，全程約需三天兩夜。で終了するか、奥の廊下まで継続するかで下山ルートが大きく異なる。薬師沢小屋から太郎平小屋経由で折立に下山する場合、全行程は2泊3日も可能となる。
另一條是繼續往源頭部前進行，一般需要住宿兩晚。從入溪處奧黑部小屋至黑部水壩約需1日，因此最短需4天3夜。從源頭部可前往三俣蓮華岳或鷲羽岳。
位於藥師澤小屋往上游方向的赤木澤有多座瀑布可供攀登。
- 上廊下空拍

## 關連項目
- 天然記念物
- 立山 (日本)
- 黑部水庫

## 外部連結
- 黒部・宇奈月温泉（页面存档备份，存于）（黒部・宇奈月温泉観光協会）